# Buddies
Buddies – amerykański film fabularny w reżyserii Arthura Bressana, mający swoją premierę w lutym 1985 roku na Międzynarodowym Festiwalu Filmowym w Berlinie. Zdjęcia kręcono w Nowym Jorku i Waszyngtonie.
W Stanach Zjednoczonych produkcja miała premierę we wrześniu 1985 roku. Bressan napisał scenariusz niskobudżetowego dramatu w pięć dni, a sama realizacja trwała dziewięć dni. 
Film jest pierwszą produkcją w amerykańskiej kinematografii poruszającą tematykę pandemii HIV/AIDS, wyprzedzając tym samym dramat Wczesny mróz o tematyce AIDS, wydany w listopadzie tego samego roku. Według Bressana film uczy szacunku do osób chorych na AIDS.

## Fabuła
32-letni Kalifornijczyk Robert Willow (Geoff Edholm)  chory na AIDS, trafia do szpitala na Manhattanie. Jego stan zdrowia jest bardzo ciężki, lekarze oceniają, że mężczyźnie nie pozostało wiele dni życia. W tej samej placówce pracę jako wolontariusz rozpoczyna 25-letni Nowojorczyk David Bennett (David Schachter), żyjący w monogamicznym, homoseksualnym związku. Jednym z jego pacjentów jest umierający Willow. Pierwsze wizyty są bardzo oficjalne. David trzyma się wszystkich zaleceń dotyczących postępowania z osobami chorymi na AIDS. W obecności Kalifornijczyka jest ubrany w kombinezon ochronny, stara się dystansować i nie rozmawiać z Robertem. W niedługim czasie zmienia podejście do chorego. Między mężczyznami nawiązuje się nić sympatii, okazuje się, że Kalifornijczyk też jest gejem. David, kiedy tylko może organizuje czas Robertowi. Willow wspomina czas gdy był szczęśliwy, swoje związki i jednorazowe przygody, wymienia się poglądami na temat praw ludzi LGBT. David pozbywa się swoich uprzedzeń do ludzi chorych na AIDS. Sympatia obu mężczyzn przeradza się w przyjaźń. Bennett towarzyszy Robertowi w ostatnich chwilach jego życia.

## Obsada
- Geoff Edholm jako Robert Willow
- David Schachter jako David Bennett

W pozostałych rolach:

- Damon Hairston jako Instruktor na siłowni
- Joyce Korn jako Lynn
- Billy Lux jako Edward
- David Rose jako Steve
- Libby Saines jako Pani Bennett
- Susan Schneider jako Sylvia Douglas
- Tracy Vivat jako Pielęgniarka

## Ciekawostki
- Film kończy scena z prośbą o wsparcie finansowania przez państwo badań nad AIDS i szersze uświadamianie społeczeństwa o problemie[8].
- Jest to pierwszy i zarazem jedyny film fabularny w reżyserii Bressana, wcześniej filmowiec tworzył gejowskie filmy pornograficzne[9].
- Reżyser filmu zmarł na AIDS w 1987 roku, czyli po dwóch latach od realizacji dramatu[10].